# 野村徳七 (初代)
初代野村 徳七（のむら とくしち、1850年5月26日（嘉永3年4月15日） - 1907年（明治40年）9月30日）は大阪の両替商。野村徳七 (二代)、野村元五郎の父。

## 生涯
1850年（嘉永3年）4月15日、河内国渋川郡久宝寺村（現在の大阪府八尾市久宝寺）に生まれる。幼名は徳松。11歳から大阪屋弥兵衛の大弥両替店に丁稚奉公する。1871年（明治4年）2月、大阪屋弥兵衛の養子となるが、8月に主人の弥兵衛が他界し、さらに翌1872年（明治5年）8月に、弥兵衛の妻さくも他界した。明治維新後の1869年（明治2年）には、東京、大阪に為替会社が設立され、1872年（明治5年）の「国立銀行条例」によって国立銀行が設立され、幣制の改革も行われて、両替店の機能は次第に低下した。 大弥の両替店も例外ではなく未亡人の死後、後継当主の弥太郎は、ついに店を閉鎖することになる。大弥両替店は没落したが、初代徳七は最後まで残り、同じ店で働いていた山内多幾（後の初代徳七夫人）とともに、力をあわせて店の整理に尽力した。
徳七は、1872年（明治5年）に大弥両替店から独立して、新たに野村の姓を名乗って分家するとともに、大弥両替店に奉公していた山内多幾と結婚した。多幾は、越前勝山藩の山内村右衛門と後妻との間に生まれた。店は大弥両替店の一隅を借りたもので、まず銭両替商として小銭の両替商売をはじめた。 こうして、両替商「野村商店」は、1872年（明治5年）2月、百円の資本で誕生し、野村財閥の事業の出発点となった。徳七の独立後の商売は順調に発展した。1878年（明治11年）、徳七は、大弥両替店の一隅から出て、大阪の農人橋詰町九番地に住宅兼店舗を構えた。徳七は1879年（明治12年）、取引所仲買人となったが、翌1880年（明治13年）4月15日に廃業した。明治10年代の野村家の収入は、銭両替の手数料と、日本銀行大阪支店の古金銀鑑定役による報酬であった。これによって野村家は年々資産を増やしていった。そして1874年（明治7年）10月27日に長女キク、1878年（明治11年）8月7日に長男信之助、1880年（明治13年）11月23日には二男実三郎、1883年（明治16年）10月には三男徳四郎（生後11ヶ月で死亡）、1885年（明治18年）9月17日に二女タニ、1887年（明治20年）10月18日には四男の元五郎が誕生し、家族も増えていった。
1878年（明治11年）8月に大阪株式取引所が設立されたが、当時上場されたものは新旧公債、秩禄公債、起業公債などだった。 翌1879年（明治12年）になって、東西両取引所株、堂島米会議所株が、株式としてはじめて上場され、その後、民間企業の株式、各種の新公債が上場された。1892年（明治25年）ごろには、鉄道6銘柄、船舶2銘柄、紡績・織物10銘柄、その他5銘柄が上場され、公債の取引は、新旧の公債、整理公債、海軍公債の4つとなった。この頃、株式および公債の銘柄数が増えて取引高が増大した。それとともに、両替店で両替のかたわら、株式、公債の売買、や、それを専業に扱う店がしだいに増えてきた。 徳七も、長男信之助（二代目徳七）の助言で、まず公債の取り扱いを手掛け、1897年（明治30年）ごろには現株のブローカーと定期の取り次ぎをも行うようになった。